# ناحیه گرانت (شهرستان هورون، میشیگان)
ناحیه گرانت (به انگلیسی: Grant Township) یک منطقهٔ مسکونی در ایالات متحده آمریکا است که در شهرستان هیورن، میشیگان واقع شده‌است.
 ناحیه گرانت ۹۱٫۹ کیلومتر مربع مساحت و ۸۳۳ نفر جمعیت دارد و ۲۲۱ متر بالاتر از سطح دریا واقع شده‌است.